# Radikal 26
Das Radikal 26 mit der Bedeutung „Siegel“ ist eines von den 23 traditionellen Radikalen der chinesischen Schrift, die mit zwei Strichen geschrieben werden.
Mit 16 Zeichenverbindungen in Mathews’ Chinese-English Dictionary kommt es nur selten im Lexikon vor.
Ursprünglich zeigte das Zeichen 卩 das Bild eines nach links gewandten Knienden. Daher seine ursprüngliche Bedeutung: knien. Später wurde 卩 nur noch als Radikal verwandt.
Beispiele für Zusammensetzungen mit diesem Radikal sind:
| Zeichen | Erklärung |
| ------- | --- |
| 印      | Das Zeichen für Stempel und Siegel setzt sich zusammen aus 爪 (= Klaue) sowie 卩 (= Kniender) und zeigte ursprünglich eine Hand, die auf einen knienden Menschen drückt. |
| 危      | Das Schriftzeichen für Gefahr zeigt in der Siegelschrift-Form einen Menschen auf einer Klippe und unter dem Klippenrand einen zweiten, knienden Menschen.                |
| 卫      | In dem chinesischen Kurzzeichen für 衛 (= Wächter) hat 卩 weder einen Sinn noch den Laut, sondern ist nur allgemeine Komponente.                                         |

## Schriftzeichenverbindungen, die vom Radikal 26 regiert werden
| Striche | Zeichen        |
| ------- | -------------- |
| +0      | 卩             |
| +01     | 卪             |
| +02     | 卫 卬          |
| +03     | 卭 卮 卯       |
| +04     | 印 危          |
| +05     | 卲 即 却 卵    |
| +06     | 卶 卷 卸 卺 巻 |
| +07     | 卹 卻 卼 卽    |
| +08     | 卿             |
| +09     | 卾             |
| +11     | 厀 厁          |

 Im Unicodeblock Kangxi-Radikale ist das Radikal 26 unter der Codepointnummer 12.057 (U+2F19) codiert.